# Cluis
Cluis ist eine französische Gemeinde mit 979 Einwohnern (Stand 1. Januar 2022) im Département Indre in der Region Centre-Val de Loire; sie gehört zum Arrondissement La Châtre und zum Kanton Neuvy-Saint-Sépulchre.

## Lage
Cluis liegt am Fluss Auzon. Nachbargemeinden sind Gournay im Norden, Mouhers im Nordosten, Saint-Denis-de-Jouhet im Osten, La Buxerette im Südosten, Montchevrier im Süden, Orsennes im Südwesten, und Maillet im Westen.

## Bevölkerungsentwicklung
| Jahr      | 1962 | 1968 | 1975 | 1982 | 1990 | 1999 | 2007 | 2012 |
| Einwohner | 1594 | 1516 | 1448 | 1311 | 1196 | 1063 | 1035 | 1006 |

## Sehenswürdigkeiten
- Motte (Burg) (10. Jahrhundert)
- Kirche Saint-Paxent (12. Jahrhundert)
- Burgruine Cluis-Dessous (12./15. Jahrhundert)
- Die Kapelle Notre-Dame de la Trinité (15. Jahrhundert)
- Manoir (15. Jahrhundert, heutige Mairie)
- Hallen (17. Jahrhundert)
- Schloss Puy d’Auzon (19. Jahrhundert)

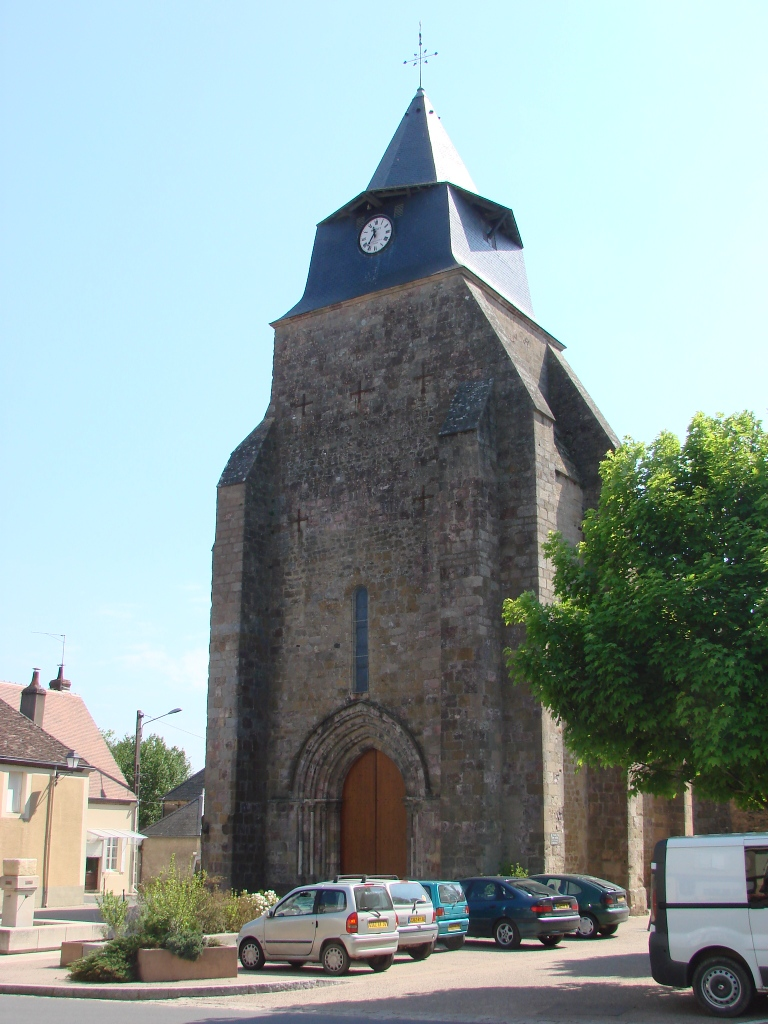
Kirche Saint-Paxent
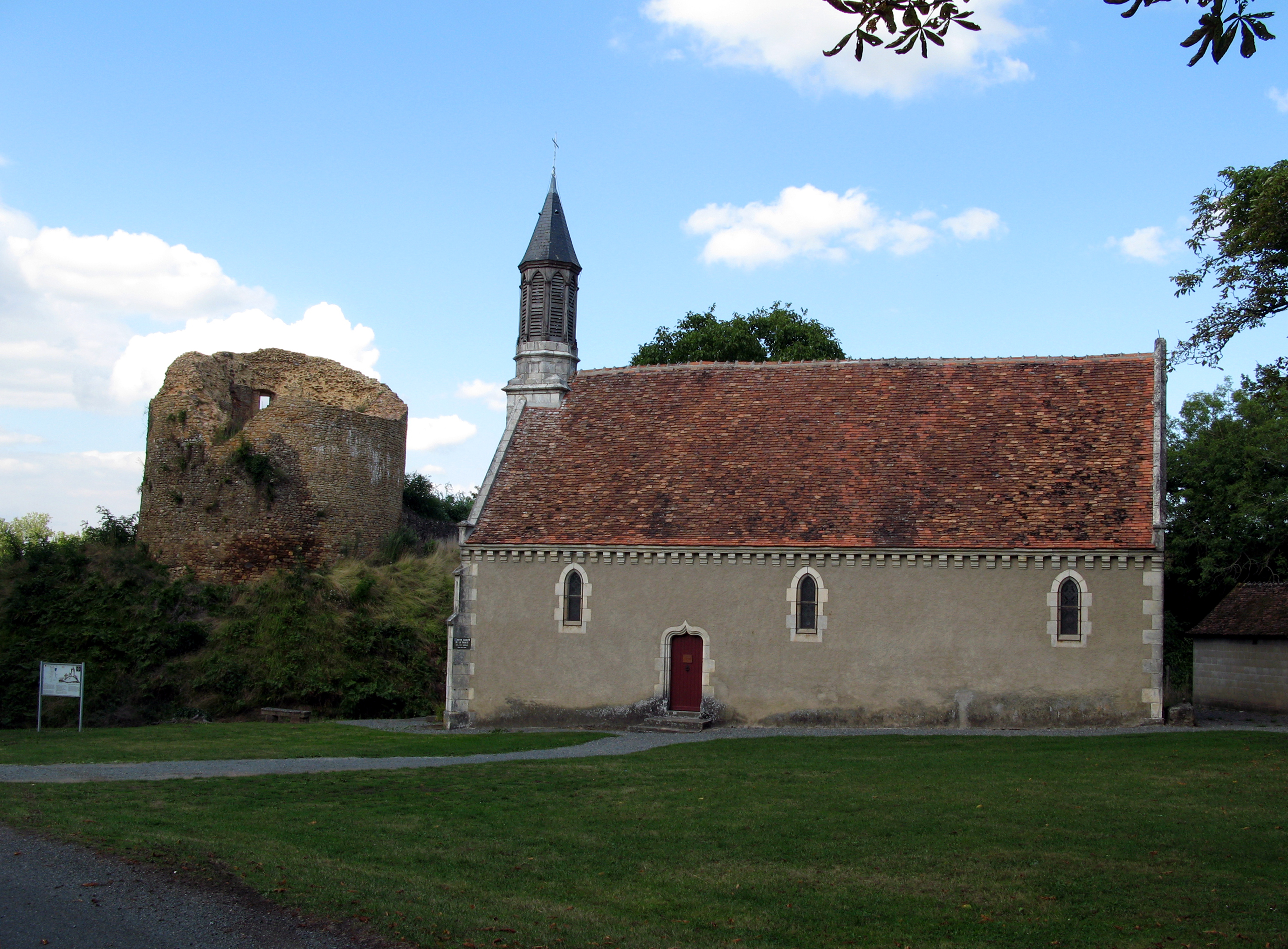
Kapelle Notre-Dame de la Trinité
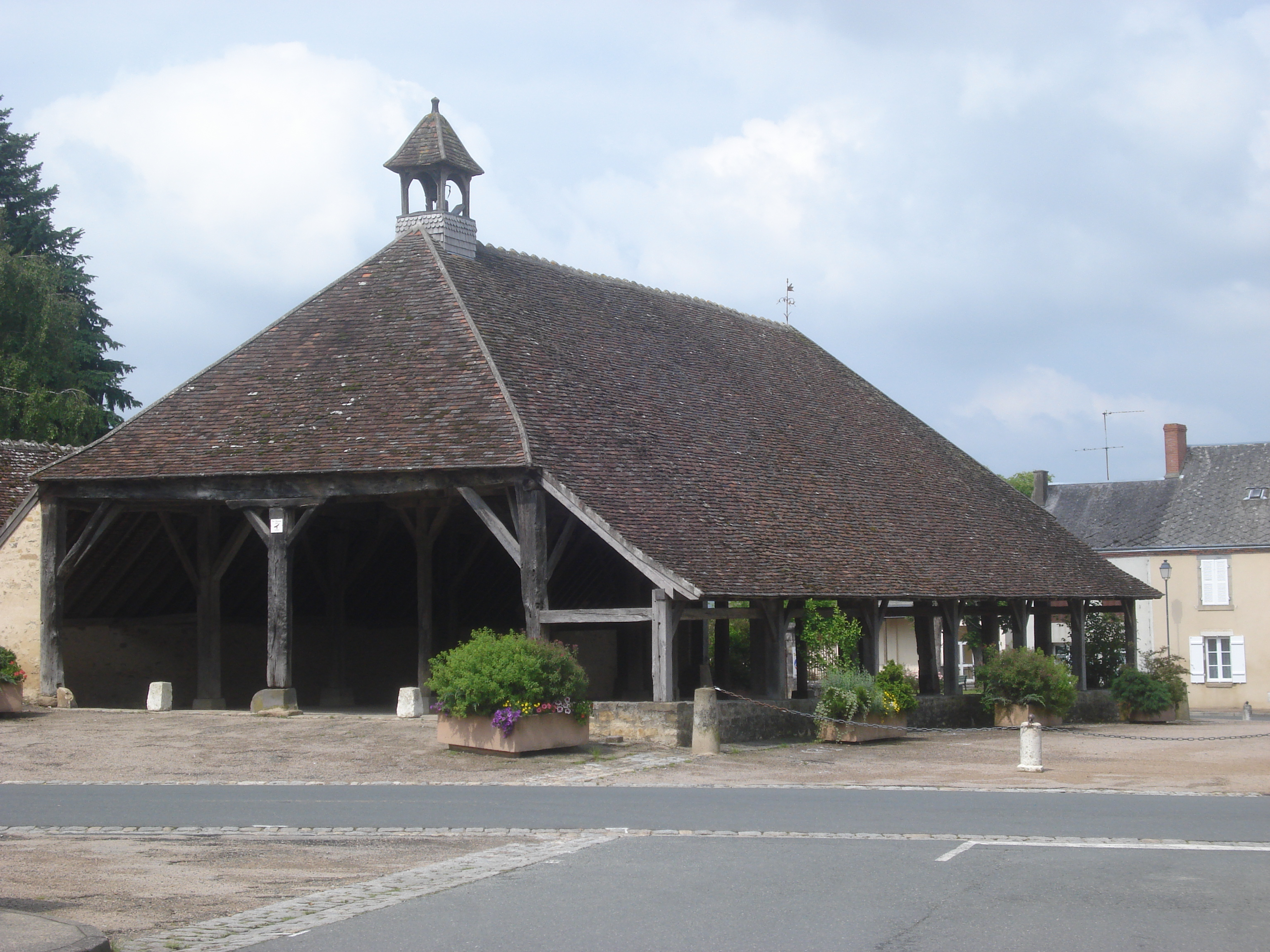
Hallen
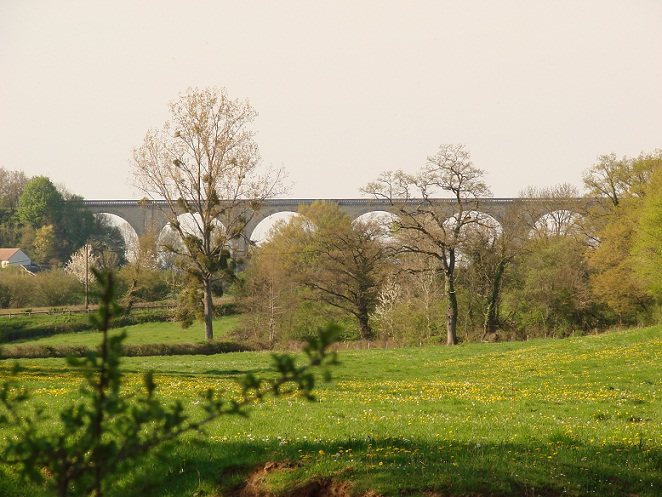
Brücke über den Auzon